# Midibus

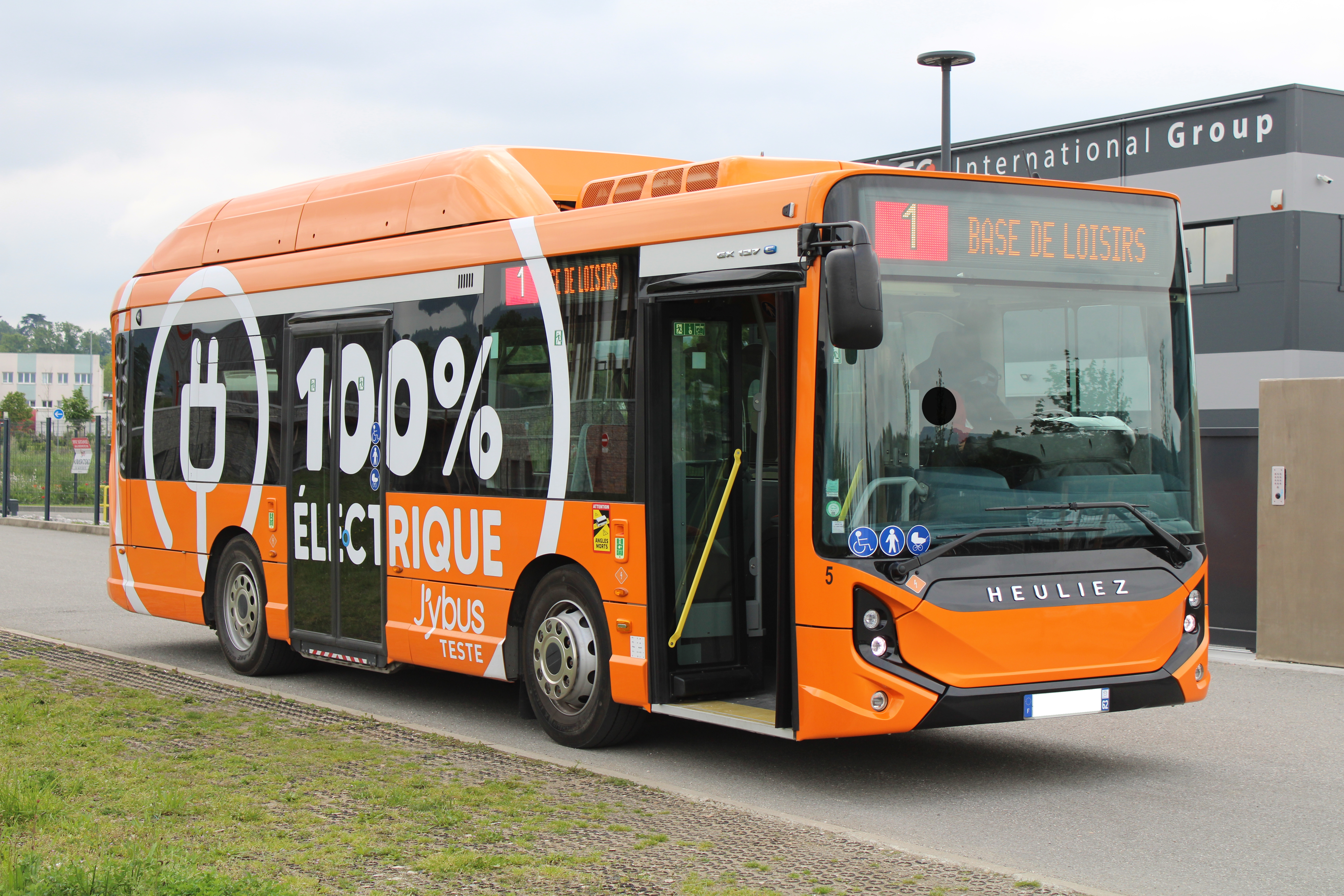
Un Heuliez GX 137 E.

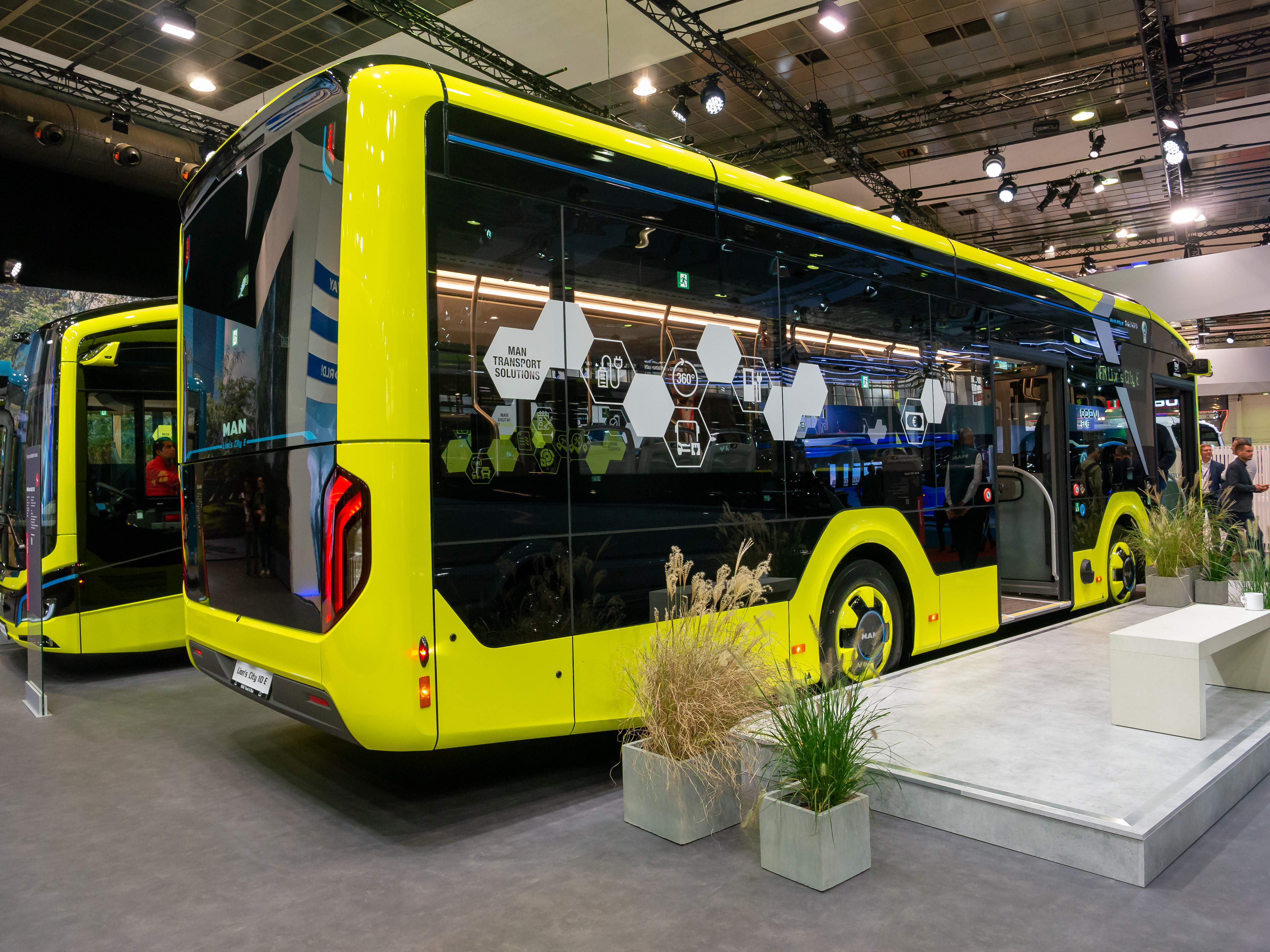
Un MAN Lion's City 10 E.

Un midibus est un type d'autobus, généralement plus grand qu'un minibus, dont la longueur est comprise entre 8  et   11 mètres.
Dans certains pays, le Midibus permet d'avoir plus de passagers car il est légal d'avoir des passagers debout lors des trajets (contrairement au Minibus), ces passagers debout se tenant pour leur sécurité à une poignée fixée à un poteau.

## Annexe